# Дъбяни
Дъбяни (произнасяно Дабяни, на македонска литературна норма: Дабјани) е село в община Долнени на Северна Македония.

## География
Селото е разположено в Прилепското поле, северозападно от град Прилеп.

## История
В XIX век Дъбяни е село в Прилепска каза на Османската империя. „Етнография на вилаетите Адрианопол, Монастир и Салоника“, издадена в Константинопол в 1878 година и отразяваща статистиката на населението от 1873 година Дъбяни (Dabiani) е посочено като село с 19 домакинства и 87 жители българи.
Според статистиката на Васил Кънчов („Македония. Етнография и статистика“) от 1900 г. Дабяни е населявано от 130 жители българи християни.
На Етнографската карта на Битолския вилает на Картографския институт в София от 1901 година Дъбени е чисто българско село в Прилепската каза на Битолския санджак с 11 къщи.
В началото на XX век цялото население на селото е под върховенството на Българската екзархия. По данни на секретаря на екзархията Димитър Мишев („La Macédoine et sa Population Chrétienne“) в 1905 година в Дъбяни има 56 българи екзархисти.
На етническата си карта на Северозападна Македония в 1929 година Афанасий Селишчев отбелязва Дабяни като българско село.
Според преброяването от 2002 година Дъбяни е без жители.